# Liste der Biografien/Kock
Liste der Biografien |
Portal Biografien |
Personensuche
# |
A |
B |
C |
D |
E |
F |
G |
H |
I |
J |
K |
L |
M |
N |
O |
P |
Q |
R |
S |
T |
U |
V |
W |
X |
Y |
Z |
?
 
Ka |
Kb |
Kc |
Kd |
Ke |
Kf |
Kg |
Kh |
Ki |
Kj |
Kl |
Km |
Kn |
Ko |
Kp |
Kr |
Ks |
Kt |
Ku |
Kv |
Kw |
Ky |
Kx |
Kz
 
Koa |
Kob |
Koc |
Kod |
Koe |
Kof |
Kog |
Koh |
Koi |
Koj |
Kok |
Kol |
Kom |
Kon |
Koo |
Kop |
Kor |
Kos |
Kot |
Kou |
Kov |
Kow |
Kox |
Koy |
Koz
 
Koca |
Kocb |
Koce |
Koch |
Koci |
Kocj |
Kock |
Kocm |
Kocn |
Koco |
Kocs |
Koct |
Kocu |
Kocv |
Kocy |
Kocz
Die Liste der Biografien führt alle Personen auf, die in der deutschsprachigen Wikipedia einen Artikel haben. Dieses ist eine Teilliste mit 124 Einträgen von Personen, deren Namen mit den Buchstaben „Kock“ beginnt.

## Kock
- Kock am Brink, Ulla (* 1961), deutsche FernsehmoderatorinUlla Kock am Brink (* 1961)

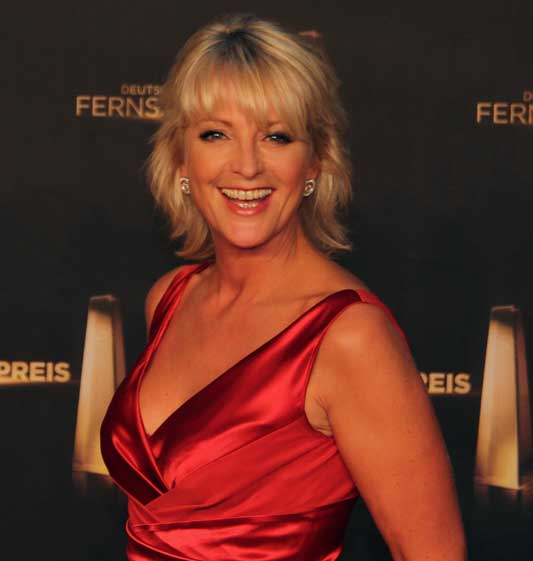
Ulla Kock am Brink (* 1961)

- Kock, Arnold (1822–1879), deutscher Unternehmer
- Kock, Axel (1851–1935), schwedischer Linguist, Germanist und Universitätsprofessor
- Kock, Bernhard (1885–1973), deutscher Klassischer Philologe und Gymnasialdirektor
- Kock, Bernhard (* 1961), deutscher Maler
- Köck, Brigitte (* 1970), österreichische Snowboarderin
- Kock, Christian (1867–1949), deutscher Lehrer und Heimatforscher
- Köck, Christian (* 1958), österreichischer Gesundheitsökonom, Unternehmer und ehemaliger Politiker
- Kock, Christina (* 1995), deutsche Volleyballspielerin
- Kock, Dieter (1937–2018), deutscher Mammaloge
- Köck, Eduard (1882–1961), österreichischer Schauspieler
- Köck, Eduard (1891–1952), österreichischer Priester, Oberpfarrer und Monsignore
- Köck, Eduard (* 1965), österreichischer Politiker (ÖVP), Bürgermeister und Bundesrat
- Kock, Erich (1925–2016), deutscher Schriftsteller und Publizist
- Kock, Ernst Albin (1864–1943), schwedischer Germanist
- Kock, Erwin (1905–1979), österreichischer Pfarrer
- Kock, Eugene de (* 1949), südafrikanischer Polizeioffizier während der Apartheid, verurteilt wegen politischer Morde
- Köck, Franz (1661–1719), österreichischer Orgelbauer
- Köck, Franz (1886–1975), österreichischer Historien-, Landschafts- und Porträtmaler sowie Freskant
- Kock, Franz (1901–1975), deutscher Verwaltungsjurist
- Köck, Franz (1931–2015), österreichischer Politiker (SPÖ), Abgeordneter zum Nationalrat
- Köck, Friedrich (1898–1982), österreichischer Fußball-Nationalspieler
- Köck, Gaudentius (1691–1744), österreichischer Orgelbauer
- Kock, Gien de (1908–1998), niederländische Speerwerferin, Kugelstoßerin und Fünfkämpferin
- Kock, Hans (1920–2007), deutscher Bildhauer
- Kock, Hans-Jürgen (* 1958), deutscher Mediziner und Hochschullehrer
- Kock, Hans-Werner (1930–2003), deutscher Journalist und FernsehmoderatorHans-Werner Kock (1930–2003)

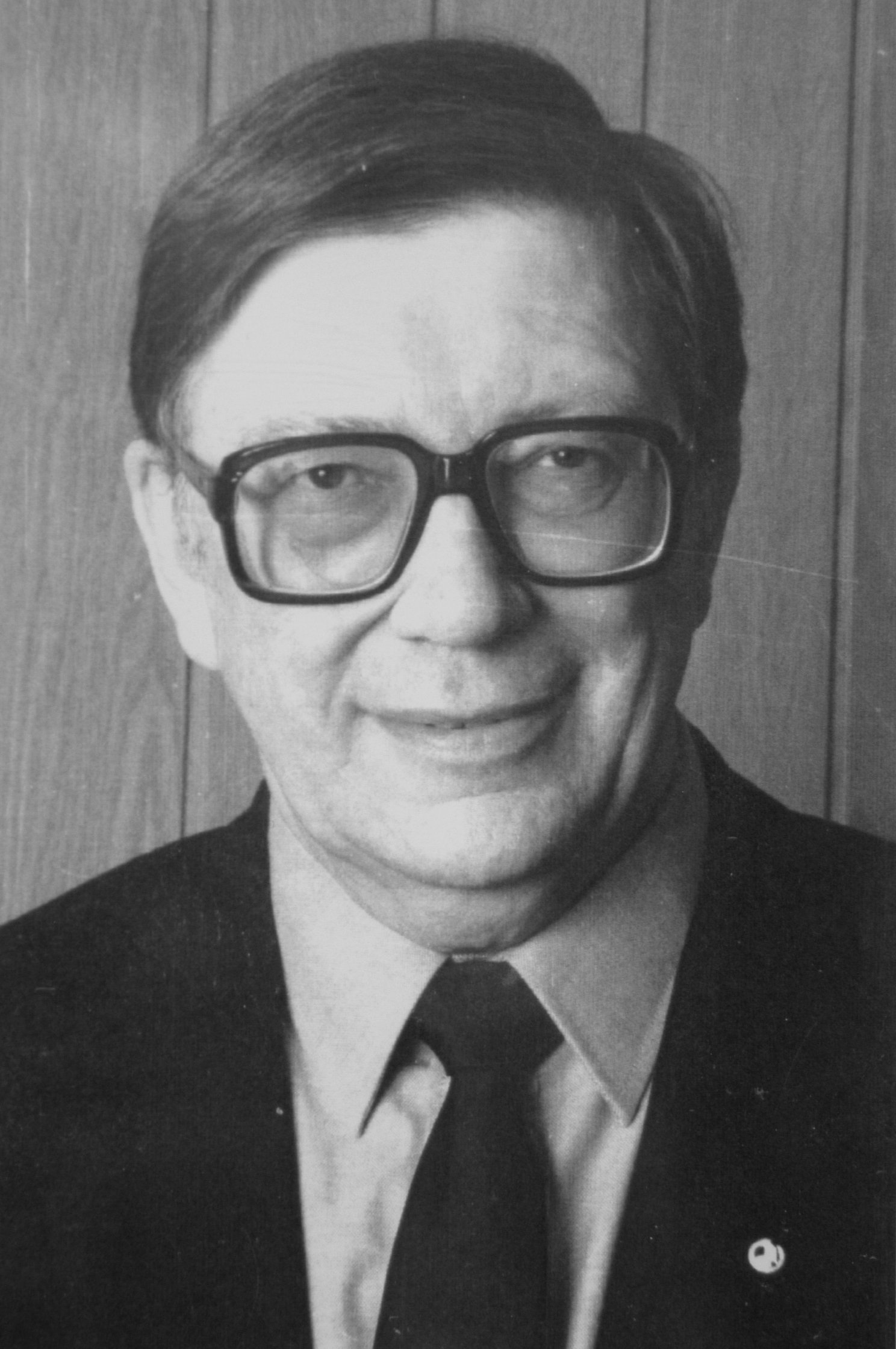
Hans-Werner Kock (1930–2003)

- Kock, Heiner (* 1990), deutscher Theaterschauspieler
- Kock, Heinrich (* 1913), deutscher Politiker (CDU), MdL
- Kock, Heinz (1904–1972), deutscher Politiker (SPD), MdL
- Kock, Hendrik Merkus de (1779–1845), niederländischer Militär und Politiker
- Köck, Heribert Franz (* 1941), österreichischer Völkerrechtler, Europarechtler und Rechtsphilosoph
- Köck, Ignaz (1906–1957), österreichischer Politiker (ÖVP), Abgeordneter zum Nationalrat
- Köck, Jacob (1630–1673), österreichischer Orgelbauer
- Kock, Jan (1835–1899), Burengeneral
- Kock, Johan de (* 1964), niederländischer FußballspielerJohan de Kock (* 1964)

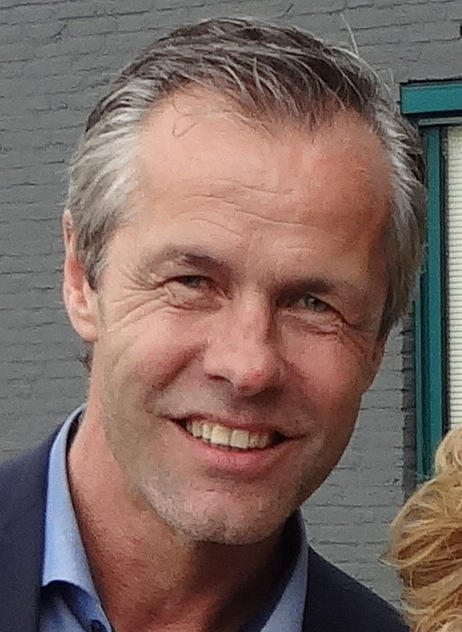
Johan de Kock (* 1964)

- Köck, Johannes (1666–1721), österreichischer Orgelbauer
- Kock, Jörgen (1487–1556), Bürgermeister von Malmö
- Kock, Karin (1891–1976), schwedische Ökonomin und Politikerin
- Kock, Karl (1908–1944), deutscher Kommunist und Widerstandskämpfer gegen den Nationalsozialismus
- Kock, Katharina (* 1998), deutsche Laiendarstellerin
- Köck, Lara (* 1986), österreichische Politikerin (Grüne), Landtagsabgeordnete
- Kock, Manfred (* 1936), deutscher Theologe, Ratsvorsitzender der EKD
- Kock, Marianne (* 1939), schwedische Sängerin
- Kock, Matthias (* 1956), deutscher Jurist und politischer Beamter (parteilos)
- Köck, Michael (1760–1825), österreichischer Maler, Radierer, Freskant und Restaurator von Fresken
- Köck, Niklas (* 1992), österreichischer Skirennläufer
- Kock, Oscar Peter Cornelius (1860–1937), dänischer Kaufmann und kommissarischer Inspektor in Grönland
- Kock, Paul de (1793–1871), französischer Schriftsteller
- Kock, Peter († 1526), deutscher Sekretär des Hansekontors in Bergen (Norwegen)
- Kock, Peter (* 1947), deutscher Schauspieler
- Köck, Peter (1949–1989), österreichischer Dichter
- Kock, Putte (1901–1979), schwedischer Eishockey- und Fußballspieler, Fußballfunktionär
- Kock, Quinton de (* 1992), südafrikanischer Cricketspieler
- Kock, Reimar († 1569), deutscher evangelischer Theologe, Chronist von Lübeck
- Kock, Reinhard (* 1958), deutscher Fußballspieler
- Köck, Robert (1924–2016), deutscher Künstler
- Köck, Sarah Victoria (* 2005), österreichische Voltigiererin
- Köck, Stefan (* 1975), österreichischer Fußballspieler, -trainer und -funktionär
- Kock, Stefanie (* 1975), deutsche Sängerin, Schauspielerin (Mezzosopran), Musicaldarstellerin und Autorin
- Kock, Theodor (1820–1901), deutscher Altphilologe und Gymnasiallehrer
- Köck, Thomas (* 1986), österreichischer Autor und Dramatiker
- Kock, Till de (1915–2010), deutscher Holzbildhauer und Puppenbildner
- Köck, Tobias (* 1979), deutscher Politik- und Kulturwissenschaftler und Digitalisierungsexperte
- Köck, Uwe-Volkmar (* 1953), deutscher Politiker (Die Linke), MdL
- Kock, Werner (1921–1997), deutscher Bürgermeister
- Kock, Winston Edward (1909–1982), US-amerikanischer Elektrotechniker und Autor
- Köck, Wolfgang (* 1958), deutscher Rechtswissenschaftler
- Kock-Rohwer, Dirk (* 1960), deutscher Politiker (Bündnis 90/Die Grünen)

### Kocka
- Kocka, Jürgen (* 1941), deutscher Sozialhistoriker und emeritierter Professor an der Freien Universität BerlinJürgen Kocka (* 1941)

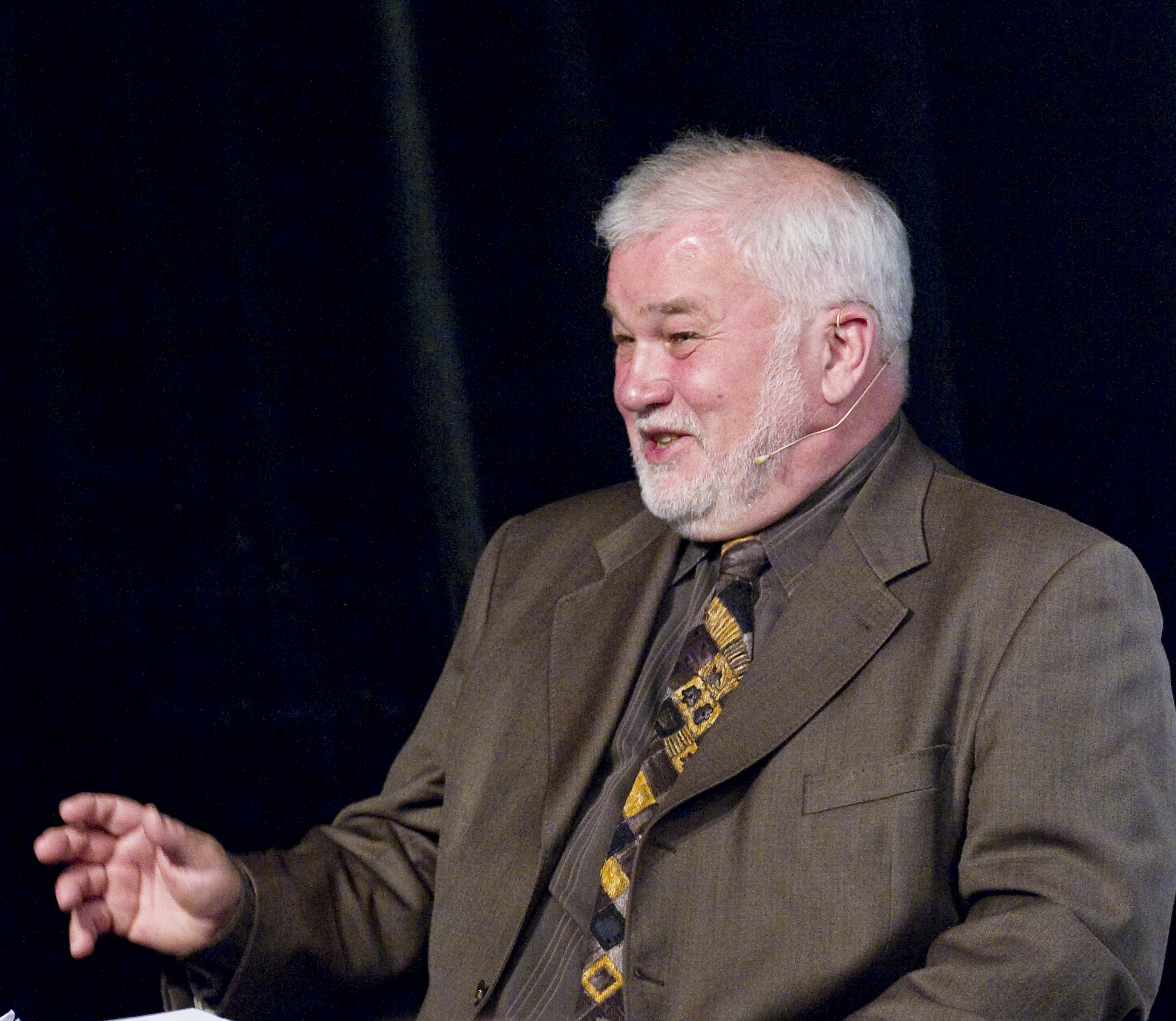
Jürgen Kocka (* 1941)

- Kockat, Suzanne (* 1976), deutsche Schauspielerin

### Kocke
- Köcke, Hugo (1874–1956), deutscher Maler und Grafiker
- Köcke-Wichmann, Max (1889–1962), deutscher Kunstmaler und Lithograph
- Köckeis, Max (1891–1962), deutscher Kommunalpolitiker (SPD)
- Köckeis-Stangl, Eva (1922–2001), österreichische Soziologin
- Kockel, Bernhard (1909–1987), deutscher Physiker
- Kockel, Carl Walter (1898–1966), deutscher Geowissenschaftler
- Kockel, Franz (1934–2015), deutscher Geologe
- Kockel, Karl (1926–2015), deutscher Amateurastronom
- Kockel, Leonie (* 2000), deutsche Handballspielerin
- Kockel, Michael (1840–1922), sorbischer Gutsbesitzer und Abgeordneter des Sächsischen Landtags
- Kockel, Richard (1865–1934), deutscher Pathologe
- Kockel, Ronny (* 1975), deutscher Fußballtorwart
- Kockel, Titus (* 1965), deutscher Historiker
- Kockel, Valentin (* 1948), deutscher Klassischer Archäologe und Hochschullehrer
- Kockelke, Heinrich (1856–1934), deutscher evangelischer Geistlicher und Präses der Westfälischen Provinzialsynode der Evangelischen Kirche Preußens
- Kockelkorn, Carl (1843–1914), deutscher Schachkomponist und -theoretiker
- Kockelkorn, Gottfried (1876–1932), deutscher Lehrer, Journalist und Publizist
- Kockelmann, Holger (* 1973), deutscher Ägyptologe
- Köckemann, Bernhard Hermann (1828–1892), deutscher Priester, Apostolischer Vikar der Hawaiischen Inseln
- Köckenberger, Mirko (* 1991), deutscher Artist
- Köckeritz, Andreas (* 1962), deutscher Handballspieler und -trainer
- Köckeritz, Frieda (* 1910), deutsche SED-Funktionärin, MdL; MdPVK
- Köckeritz, Margarete (1888–1969), deutsche Theaterschauspielerin
- Köckeritz, Waldemar, deutscher Fußballspieler
- Kockerols, Jean (* 1958), belgischer Geistlicher, römisch-katholischer Bischof
- Köckert, Alexander (1821–1869), deutscher Theaterschauspieler
- Köckert, Alexander (1859–1926), deutscher Theaterschauspieler
- Köckert, Alexander (1889–1950), deutscher Schauspieler
- Köckert, Charlotte (* 1974), deutsche Theologin
- Köckert, Christian (* 1957), deutscher Politiker (CDU), MdL
- Köckert, David (* 1979), deutscher Rechtsextremist
- Köckert, Erich (1900–1943), deutscher Antifaschist
- Kockert, Gerhard (* 1946), deutscher Ingenieur und Politiker (DDR-CDU, CDU), MdL
- Kockert, Jacob (1596–1654), Philologe, Autor, Pädagoge
- Köckert, Julius (1827–1918), deutscher Maler
- Köckert, Matthias (* 1944), deutscher protestantischer Theologe

### Kocki
- Kockisch, Berenice (* 1963), deutsche Schauspielerin und Filmassistentin
- Kockisch, Uwe (* 1944), deutscher SchauspielerUwe Kockisch (* 1944)

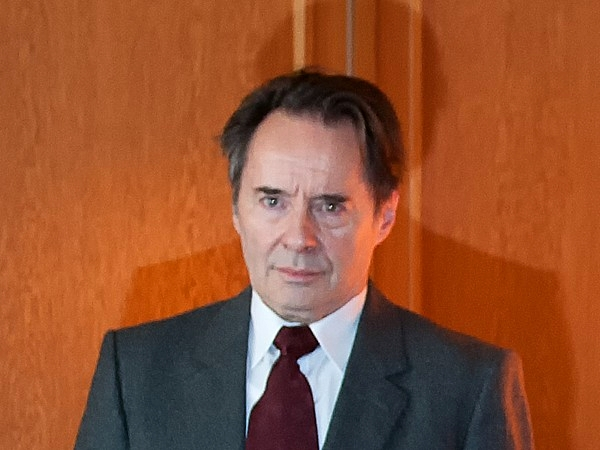
Uwe Kockisch (* 1944)

### Kockl
- Köckler, Heike, Raumplanerin

### Kockm
- Kockmann, Felicitas (* 2004), deutsche Fußballspielerin
- Kockmann-Schadendorf, Gudrun (1952–2001), deutsche Politikerin (SPD), MdL

### Kockr
- Köckritz, Ernst Albrecht von (1724–1800), preußischer Generalmajor und Kommandeur des Infanterieregiments „von Budberg“
- Köckritz, Franz (1497–1565), deutscher Humanist, lateinischer Poet, Historiker
- Köckritz, Karl Leopold von (1744–1821), preußischer Generalleutnant
- Köckritz, Michael (* 1956), deutscher Journalist, Autor und Medienunternehmer
- Köckritz, Nickel von, kursächsischer und königlich-böhmischer Rat und Landvogt von Meißen und der Niederlausitz
- Köckritz, Robert (* 1879), deutscher Bauingenieur und Manager der Baustoffindustrie
- Köckritz, Sieghardt von (1928–1996), deutscher Ministerialbeamter
- Köckritz, Walther von († 1411), deutscher römisch-katholischer Geistlicher; Domherr und Bischof von Merseburg

### Kocks
- Kocks, Fred (1905–1989), deutscher Landschafts- und Figurenmaler, Zeichner und Lithograf sowie Kurator, Museumsleiter und Autor
- Kocks, Friedrich (1902–1975), deutscher Eisenhüttenkundler und Unternehmer
- Kocks, Hans-Hermann (* 1945), deutscher Jurist, Verbandsfunktionär, Hauptgeschäftsführer der Handwerkskammer Trier
- Kocks, Klaus (* 1952), deutscher Ökonom, Sozialwissenschaftler und PR-Berater